# Tatai Kálvária-domb Természetvédelmi Terület
Kálvária-domb, Tatán a Kocsi utca mellett található domb, mely 166 méteres tengerszint feletti magasságával a város legmagasabb pontja. 1958 óta országos jelentőségű természetvédelmi terület. Az itt található ősmaradványok (az üledékes kőzetekben található növényi maradványok) kutatásában kiváló eredményeket ért el a paleobotanikus Skoflek István (gyűjteményét a tatai Kuny Domokos Múzeum őrzi). A domb Tata kilátóhelye is, ahonnan a belvárosra és az Öreg-tóra lehet rálátni. Télen hó esetén szánkópályaként használják a környéken lakók.

## Geológiai Szabadtéri Múzeum
1984-ben létesítették, geológiai és paleontológiai (földtani és őslénytani) szempontból jelentős bemutatóhelyek közé tartozó hely a tatai Kálvária-domb Geológiai Természetvédelmi Terület. A bemutatóhely a nagy földtörténeti korszakok közül a triász, jura és kréta rétegeket jeleníti meg. Jól nyomon követhető e régió mezozoikumának, a Föld geológiai középkorának alakulása. A geológiai szabadtéri múzeumban a földtani látványosságokat mintegy hatszáz növénycsoportból álló telepített botanikai gyűjtemény egészíti ki. Az egykori kőfejtőben, a fehér, vörös és zöldesszürke mészkő-, kovakő-, homokkő- és márgarétegekben felfedezhetők a kőzetekben található ősmaradványok (Megalodus kagylók, Congeria kagylók, csigák.). E korszak nagy kiterjedésű tengerének fejlődéstörténetét tükrözik a bemutatóhely üledékes mészkő kőzetei. A parkból termálkarszt-barlang bejárata nyílik, amelyet felfedezői Megalodus-barlangnak neveztek el a járatok falán nagy számban kipreparálódott triász élőlények – a Megalodus kagylók nyomán. A park felső részén, fedett pavilonban, a kőkorszaki emberek által eszközkészítésre használt kovakőbányászatának bizonyítékait, az alsó parkban, kisebb szabadtéri bemutatón, hazánk hasznosítható ásványi nyersanyagkincseit tanulmányozhatja a látogató. A park bejárati székelykapuját Cs. Kiss Ernő fafaragó népművész készítette 2000-ben.

## Kálvária kápolna
A Kálvária-domb tetején a középkorban a bencés apátság falujának, Szentivánnak, Keresztelő Szent Jánosról, akit az Ómagyarban Szent Ivánnak hívtak, elnevezett temploma állt. Nevének előfordulása 1446-ból Zenthyvanhegye alakban olvasható. A román stílusú romos templomot 1754-ben lebontották, Fellner Jakab a szentély csonka falait kiegészítette, sátortetővel átfedte, és délnyugat felé homlokzattal látta el. Tetejére kecses huszártornyot helyezett. 1755-ben kifestették, 1908-1911 között restaurálták. A második világháború okozta sérüléseket az 1962-1963. évi helyrehozatalkor végleg eltüntették. 1980-ban egy időre Fellner Jakab emlékére kiállítást rendeztek a kápolnában. A régi templom falainak feltárásával és állagvédő csekély felfalazásával az egykori templom alapterülete érzékelhető.

## Kálvária-szoborcsoport
A kápolna közelében levő kör alakú építmény közepén álló hatalmas, dinamikus kálváriacsoport (Golgota), Schweiger Antal 1770 körüli alkotása. Jézus Krisztus keresztje tövében Mária Magdolnát, a két oldalán Szűz Mária és János evangélista alakját látjuk. A fatörzs jellegű keresztre feszítve a latrok alakja torzított testtartásban jelenik meg.

## Fellner Jakab kilátó
A Kálvária-domb lábánál, 1934-ben, Stieber Antal Tata községtől 60 négyszögöl területet bérelt sörétgyár építésére, harminc évre, évi 10 pengőért. 1939-ben felépült az öntés célját szolgáló 30 méter magas torony, és „Turul” Sörétöntöde néven megkezdte üzemelését. Az 1960-as évektől Fellner Jakab Kilátó néven idegenforgalmi célokra használják.

## Víztorony
A kápolnától keletre található az 1965-ban épített, a város vízellátását szolgáló 500 m³–es víztorony. Tervezője Csapó Imre volt, jellegzetes tömbszerű, sokszögű, vakolatlan tégla falazatú torony, 30 méteres magasságával hozzátartozik a domb látványához. Napjainkban a torony műemléki védettséget kapott, és az üzemeltető vízmű nemcsak műszaki létesítményként használja, hanem a toronybelső nagy terében alkalmanként kiállításokat, sőt - az épület kiváló akusztikájának köszönhetően - hangversenyeket is rendeznek.

## Zsidó temető
A Kálvária-domb mellett találjuk a Kálvária utcát, ennek végén van a magas kőfallal körülvett temető. Melyet Goldberg Izidor (1911-től 1940-ig tatai rabbi) munkájában közöltek szerint 1740-ben nyitottak meg. Olyan híres emberek nyugszanak itt, mint Farkasházy Fischer Mór, Handler Márk (1837-1911) rabbi és Tata gazdasági, társadalmi életében jelentős szerepet játszó Fischer, Englander, Ganz, Grossmann, Lopold, Pollák, Steiner, Weisz családok.

## Galéria

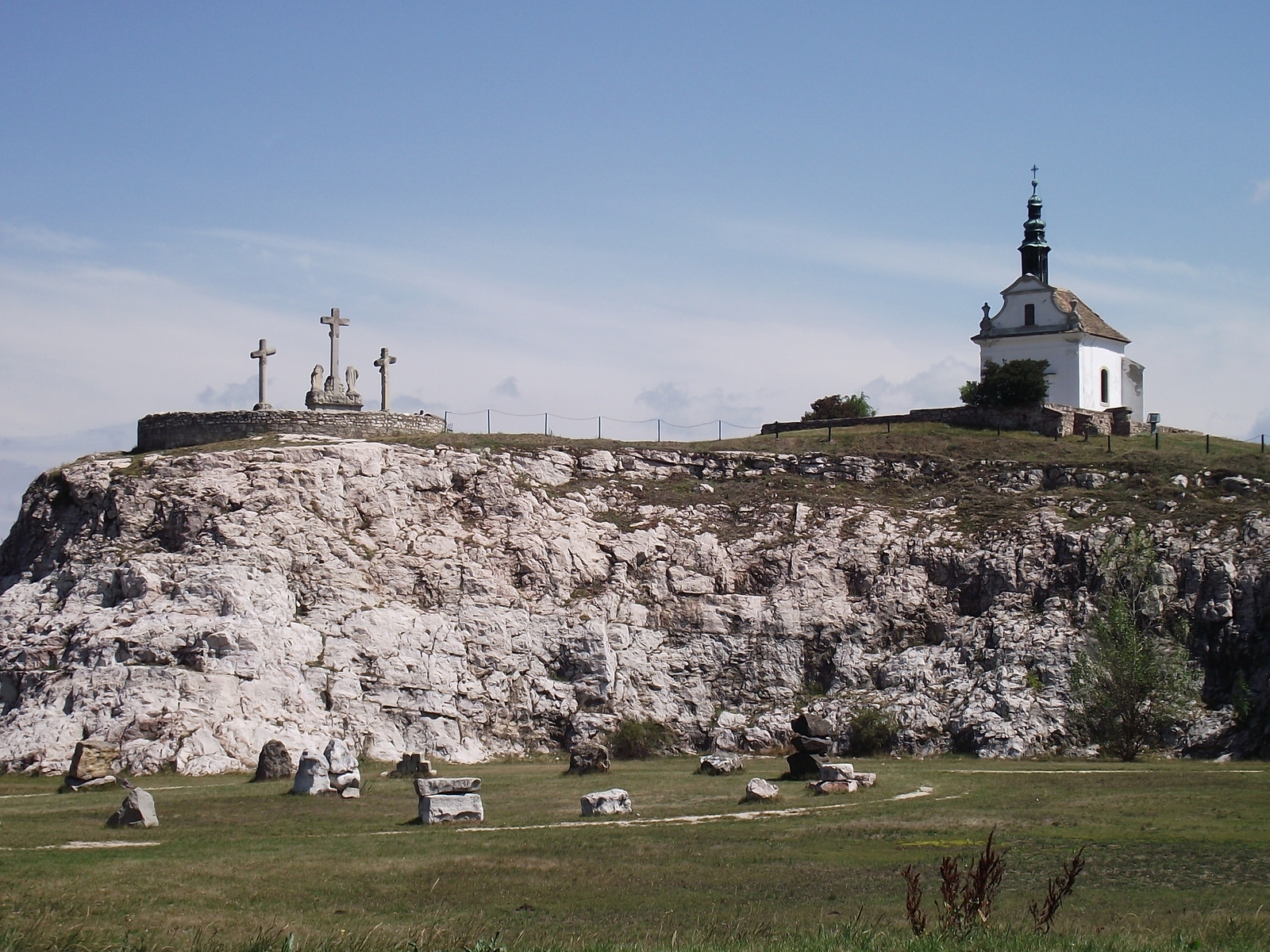
A Kálvária-domb
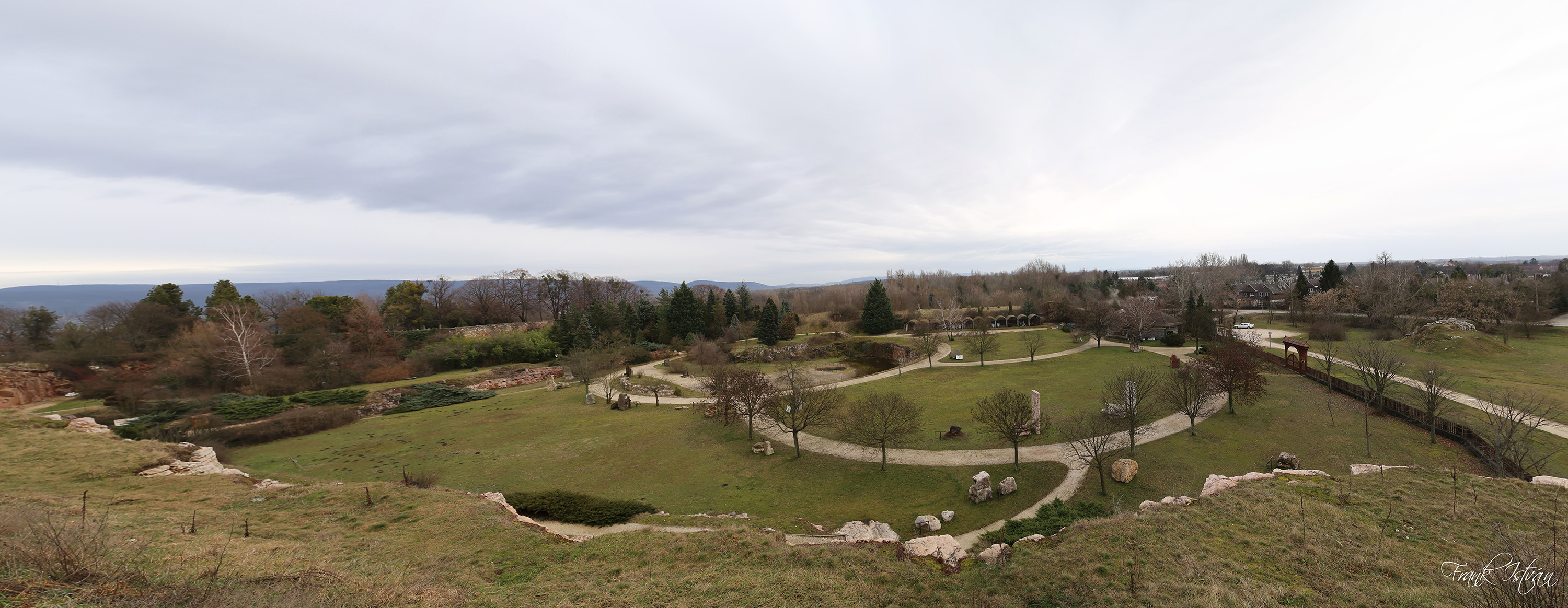
Panoráma a Geológiai Szabadtéri Múzeumról
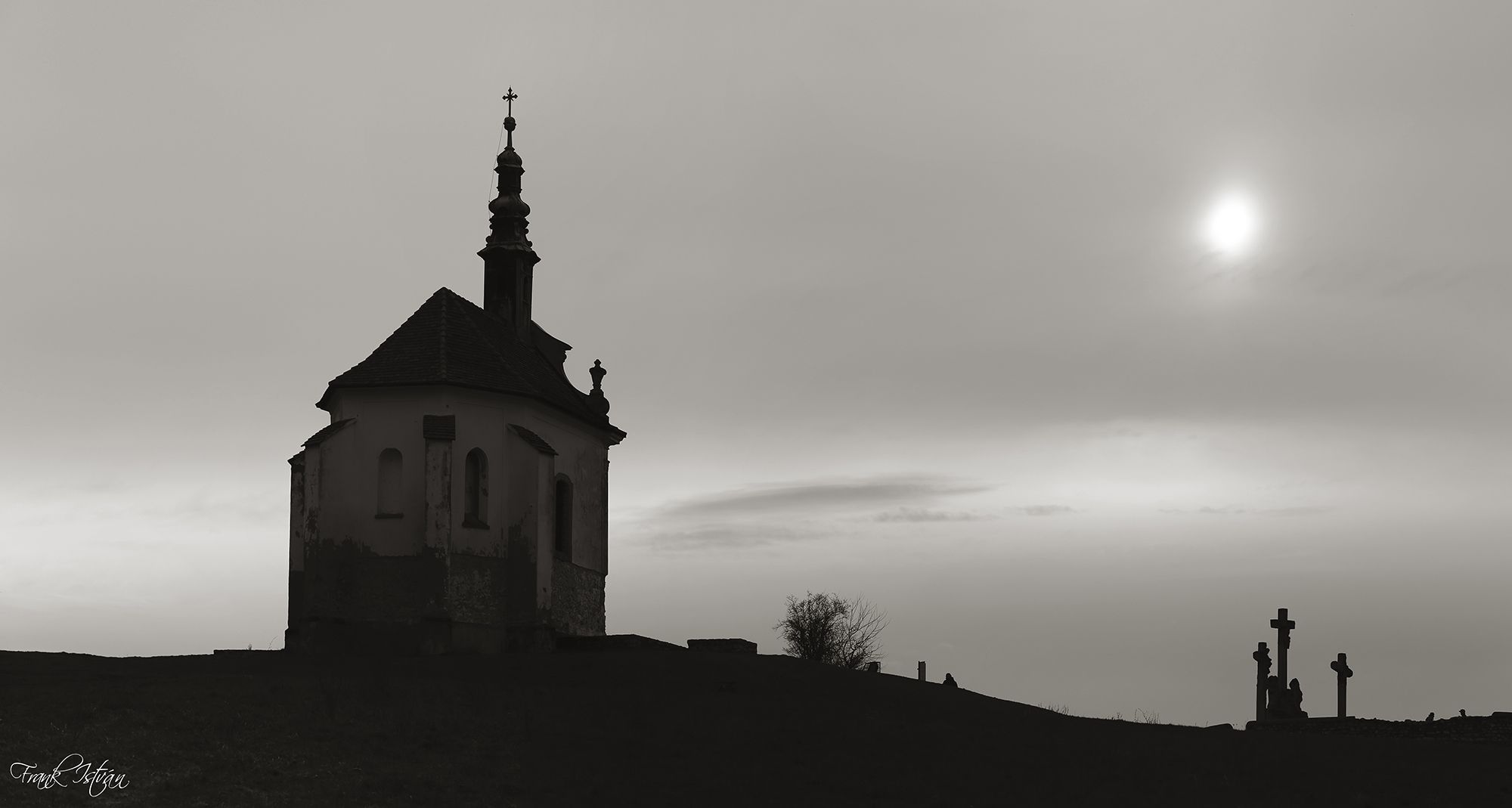
A Kálvária-domb télen
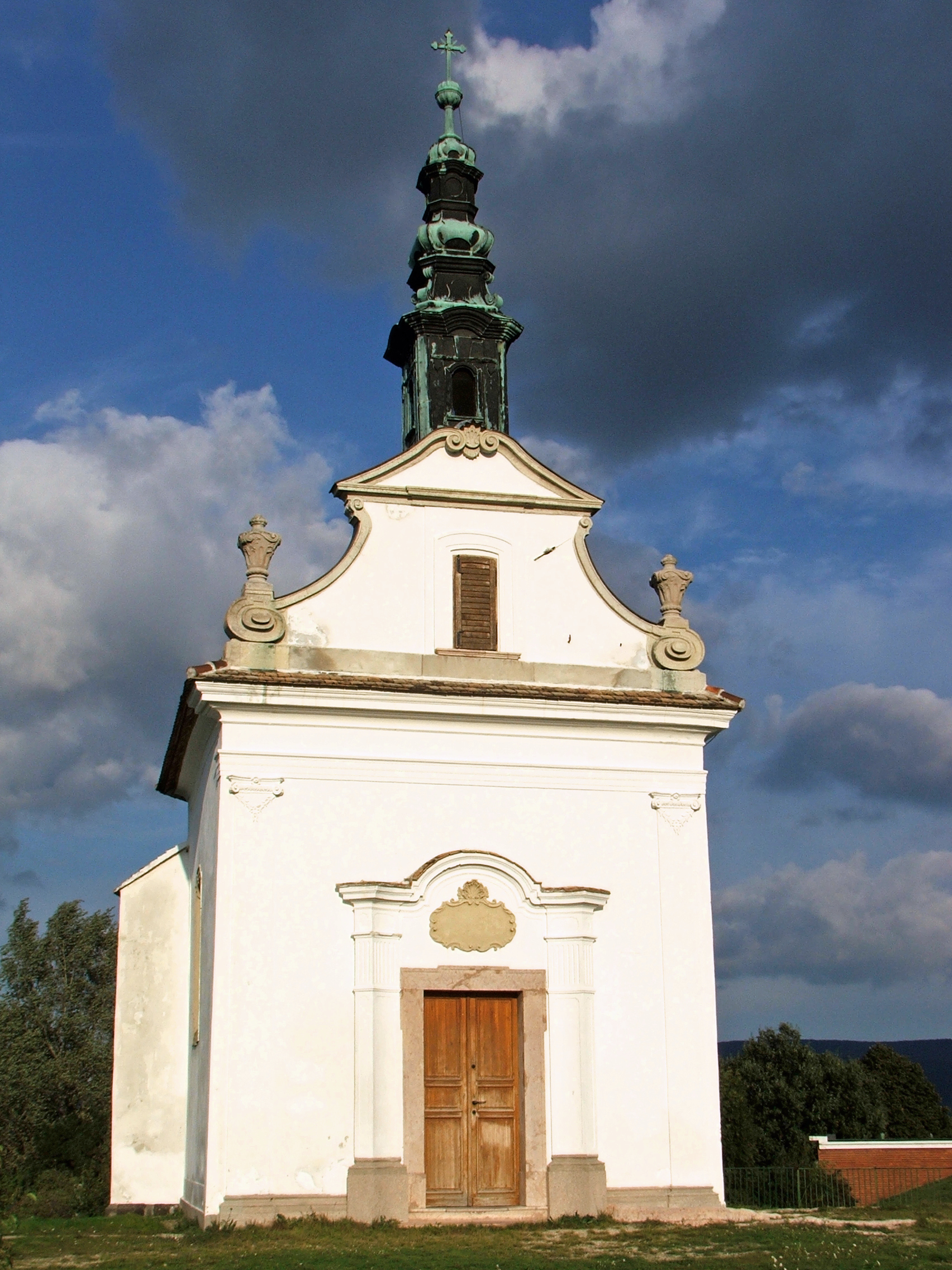
A Kálvária-kápolna
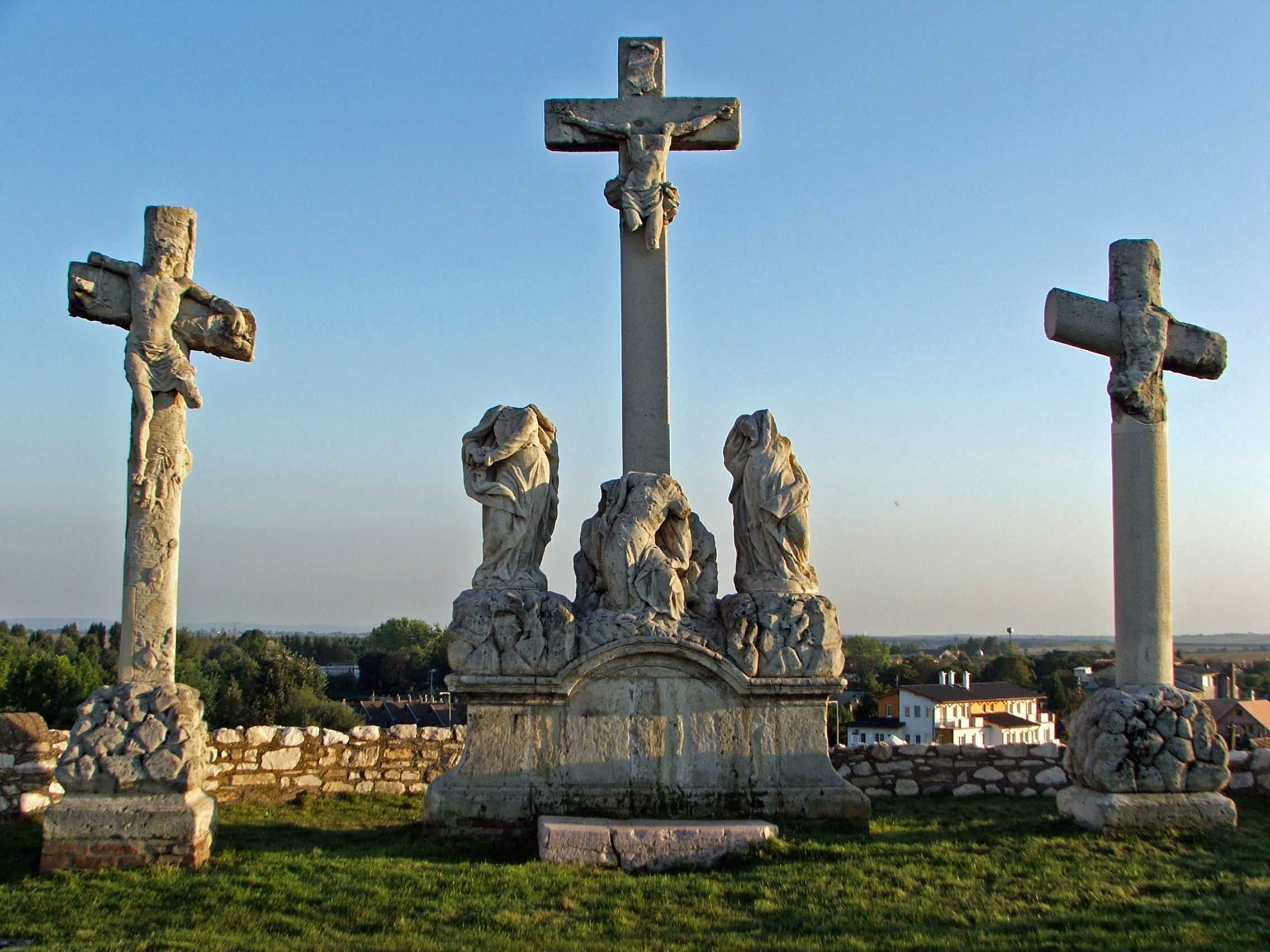
A Kálvária-szoborcsoport
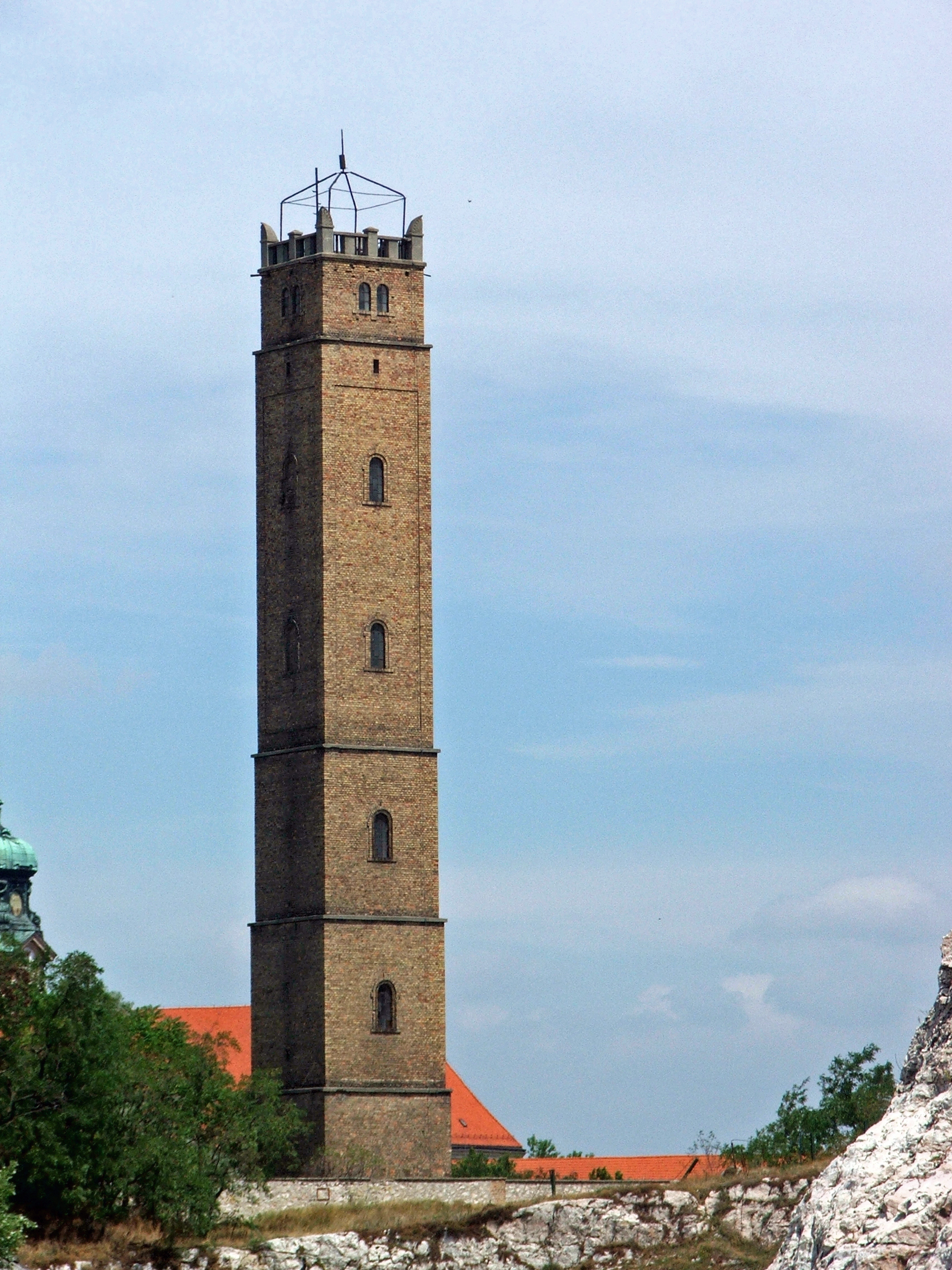
Kilátótorony
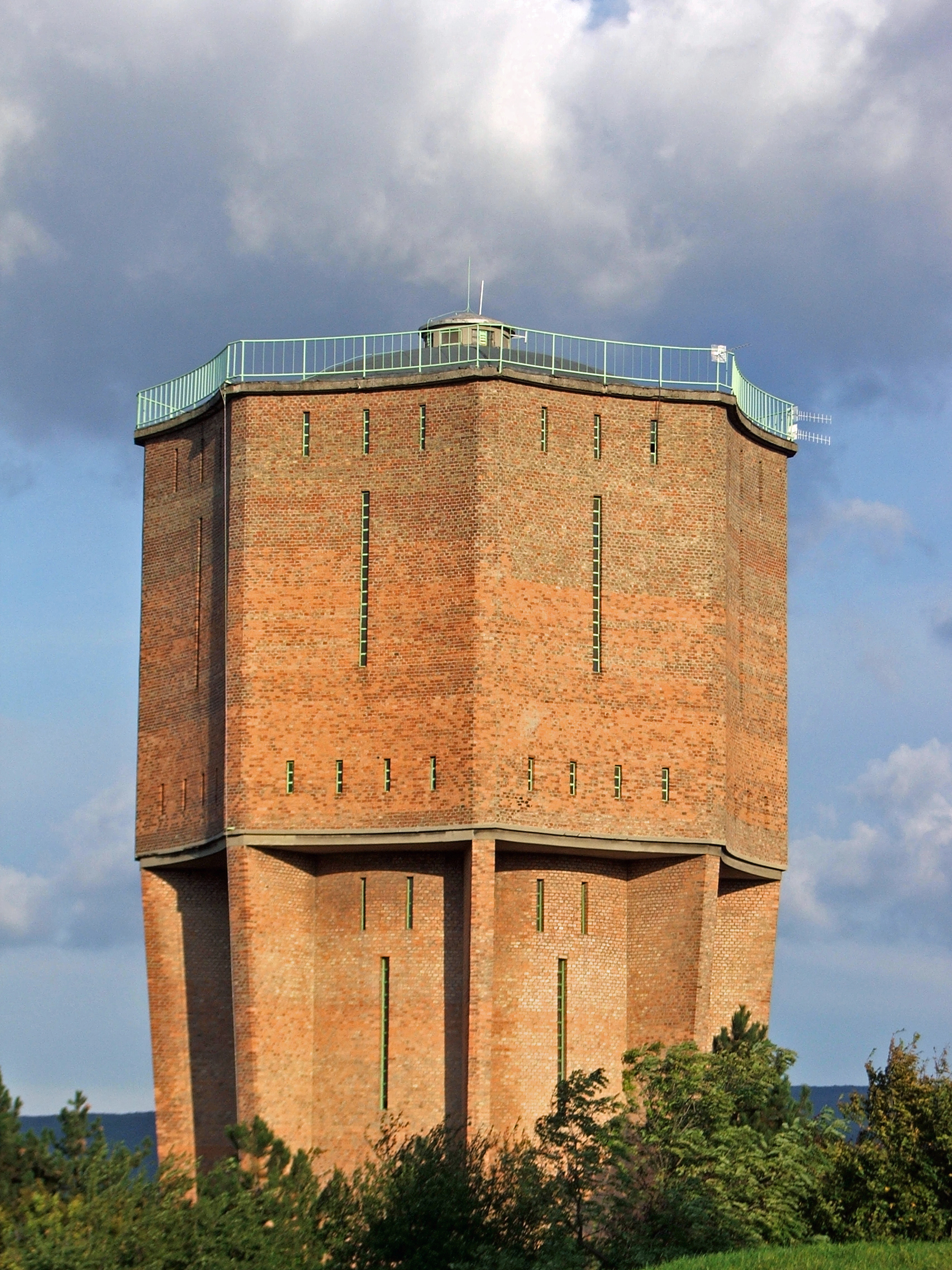
Víztorony

## Külső hivatkozások
- Tatai barangolások, fényképes városi túraajánlatok
- Tatai Kálvária-domb TT a Duna-Ipoly Nemzeti Park Igazgatóság honlapján